# سابينا (أوهايو)
سابينا (بالإنجليزية: Sabina, Ohio)‏ هي منطقة سكنية تقع في الولايات المتحدة في مقاطعة كلينتون، أوهايو. يقدر عدد سكانها بـ 2,564 نسمة ومساحتها 3.34 كم2 وترتفع عن سطح البحر 320 متر.

## التركيبة السكانية
قام مكتب تعداد الولايات المتحدة بتحديد بيانات التركيبة السكانية لسابينا في تعداد الولايات المتحدة. في ما يلي، التركيبة السكانية حسب تعدادي 2000 و2010.

### تعداد عام 2000
بلغ عدد سكان سابينا 2,780 نسمة بحسب تعداد عام 2000، وبلغ عدد الأسر 1,075 أسرة وعدد العائلات 762 عائلة مقيمة في القرية. في حين سجلت الكثافة السكانية 2,149.6 نسمة لكل ميل مربع (830.0/كم2). وبلغ عدد الوحدات السكنية 1,173 وحدة بمتوسط كثافة قدره 907.0 نسمة لكل ميل مربع (350.2/كم2).
وتوزع التركيب العرقي للقرية بنسبة 97.48% من البيض و 0.29% من الأمريكيين الأصليين و 0.43% من الأمريكيين ذوي الأصول الآسيوية و 0.61% من الأمريكيين الأفارقة و 1.12% من عرقين مختلطين أو أكثر.
بلغ عدد الأسر 1,075 أسرة كانت نسبة 35.9% منها لديها أطفال تحت سن الثامنة عشر تعيش معهم، وبلغت نسبة الأزواج القاطنين مع بعضهم البعض 49.4% من أصل المجموع الكلي للأسر، ونسبة 14.6% من الأسر كان لديها معيلات من الإناث دون وجود شريك، وكانت نسبة 29.1% من غير العائلات. تألفت نسبة 24.1% من أصل جميع الأسر من أفراد ونسبة 9.2% كانوا يعيش معهم شخص وحيد يبلغ من العمر 65 عاماً فما فوق. وبلغ متوسط حجم الأسرة المعيشية 2.98، أما متوسط حجم العائلات فبلغ 2.54.
بلغ العمر الوسطي للسكان 34 عاماً. وكانت نسبة 27.4% من القاطنين تحت سن الثامنة عشر، وكانت نسبة 10.5% بين الثامنة عشر والأربعة وعشرون عاماً، ونسبة 29.5% كانت واقعةً في الفئة العمرية ما بين الخامسة والعشرون حتى والأربعة وأربعون عاماً، ونسبة 20.1% كانت ما بين الخامسة والأربعون حتى الرابعة والستون، ونسبة 12.5% كانت ضمن فئة الخامسة والستون عاماً فما فوق. يوجد لكل 100 أنثى 94.1 ذكر، ويوجد لكل 100 أنثى في الثامنة عشر من عمرها فما فوق 93.0 ذكر.
بلغ متوسط دخل الأسرة في القرية 34,233 دولار، أما متوسط دخل العائلة فبلغ 35,795 دولار. وكان متوسط دخل الذكور 31,556 دولار مقابل 21,448 دولار للإناث. وسجل دخل الفرد الخاص بالقرية 16,481 دولار. وكانت نسبة 11.8% من العائلات ونسبة 12.9% من السكان تحت خط الفقر، وكان من هؤلاء نسبة 18.6% تحت سن الثامنة عشر ونسبة 7.5% في الخامسة والستين من العمر وما فوق.

## معرض صور

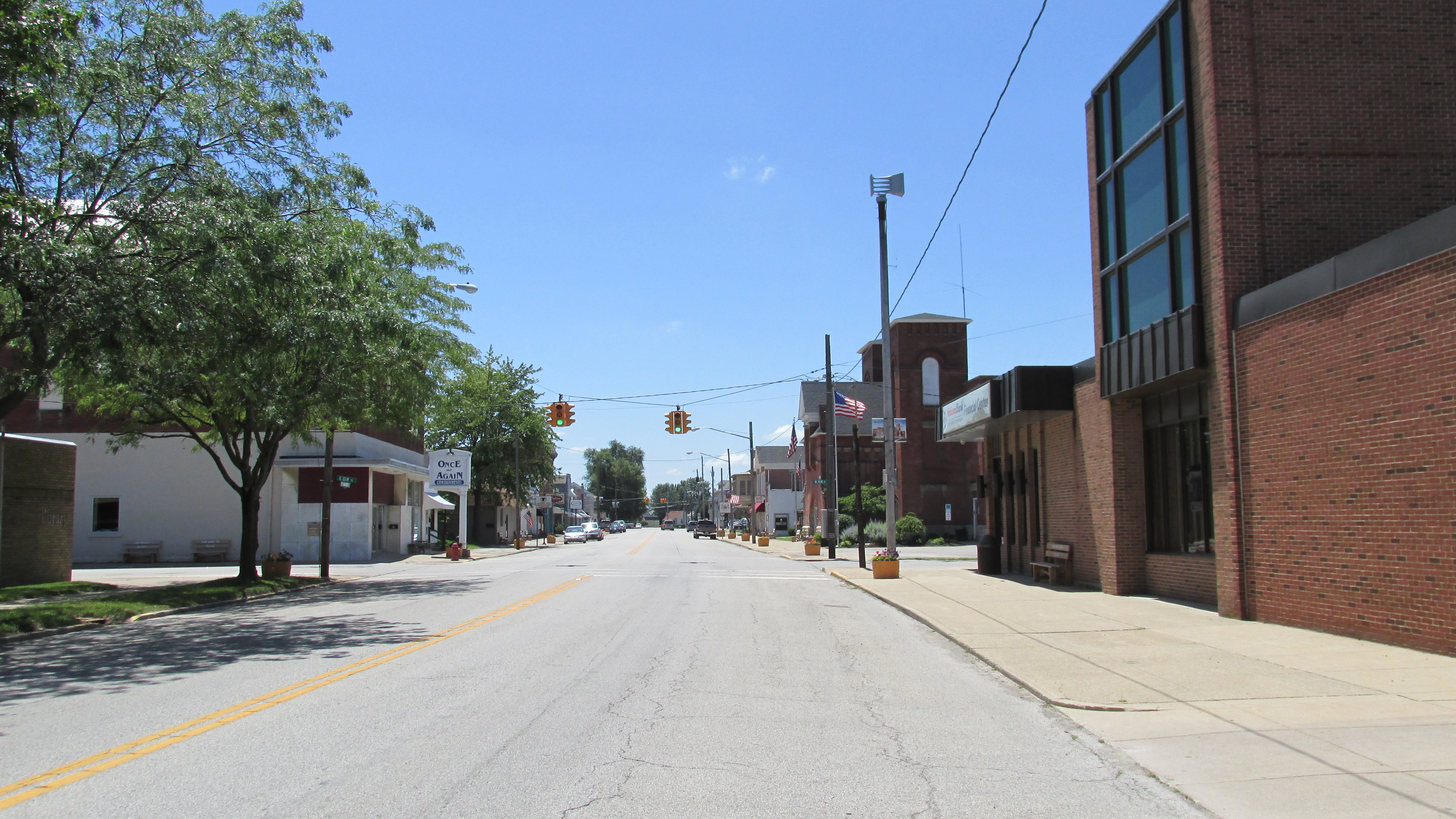
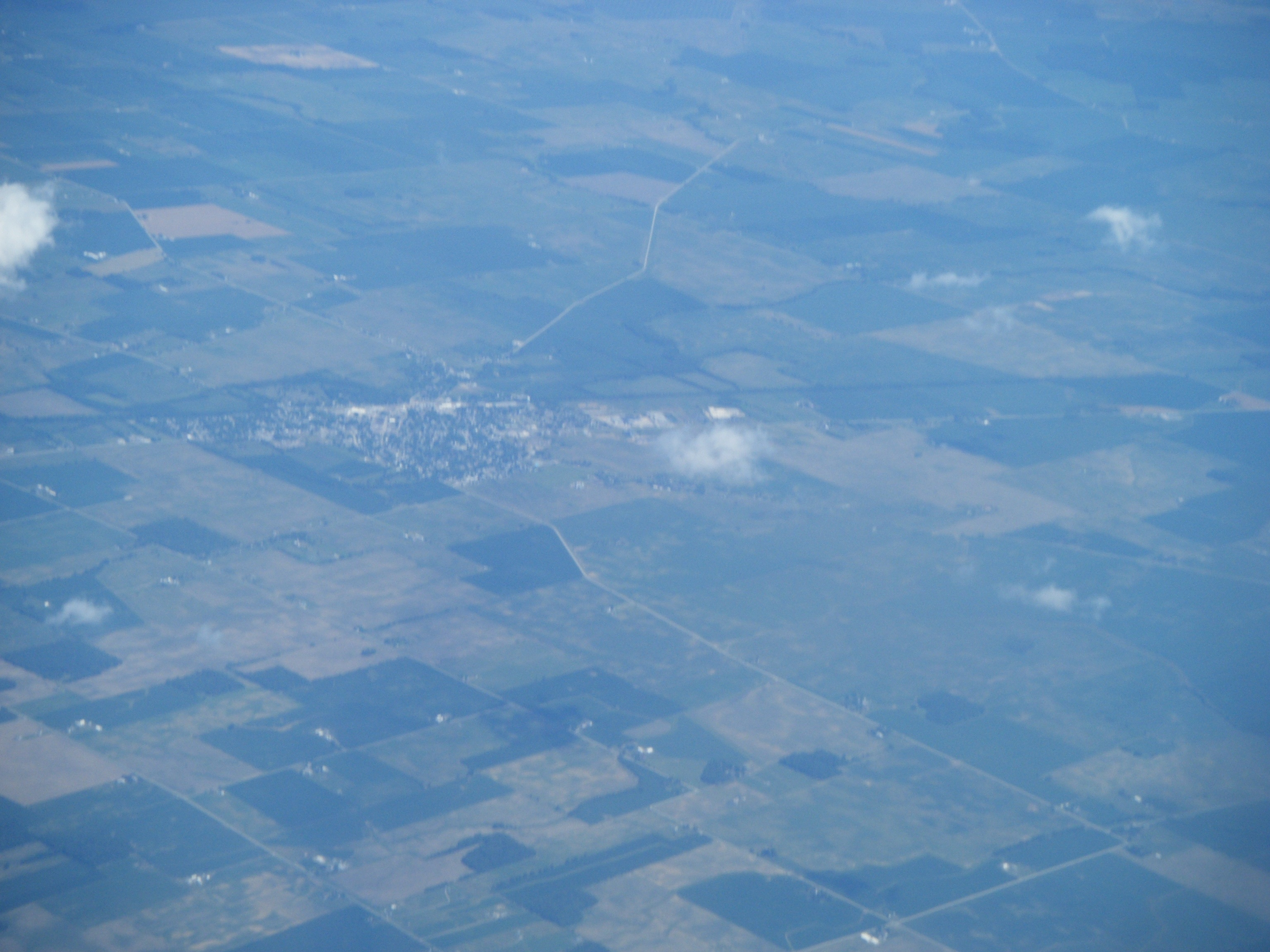
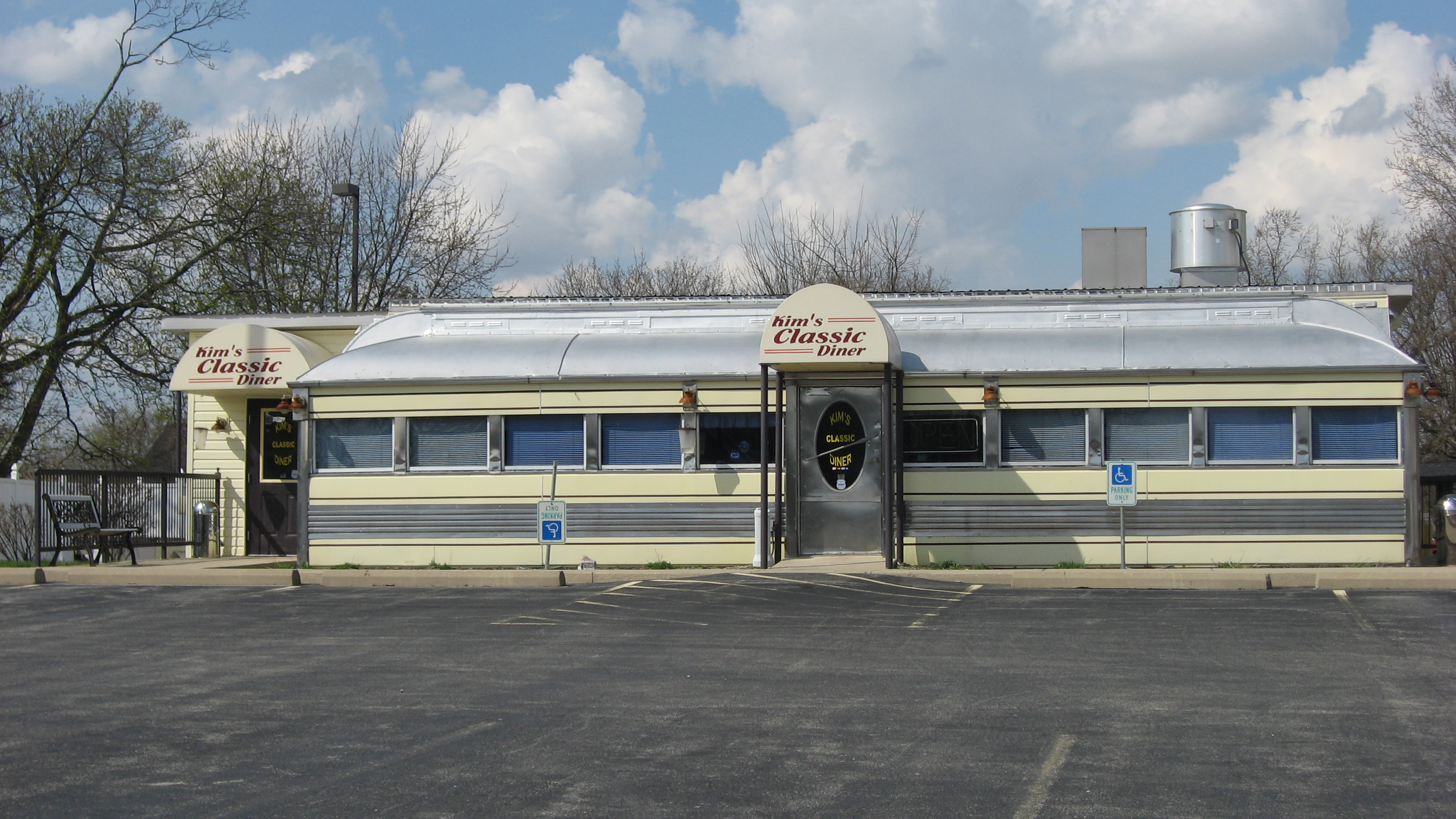
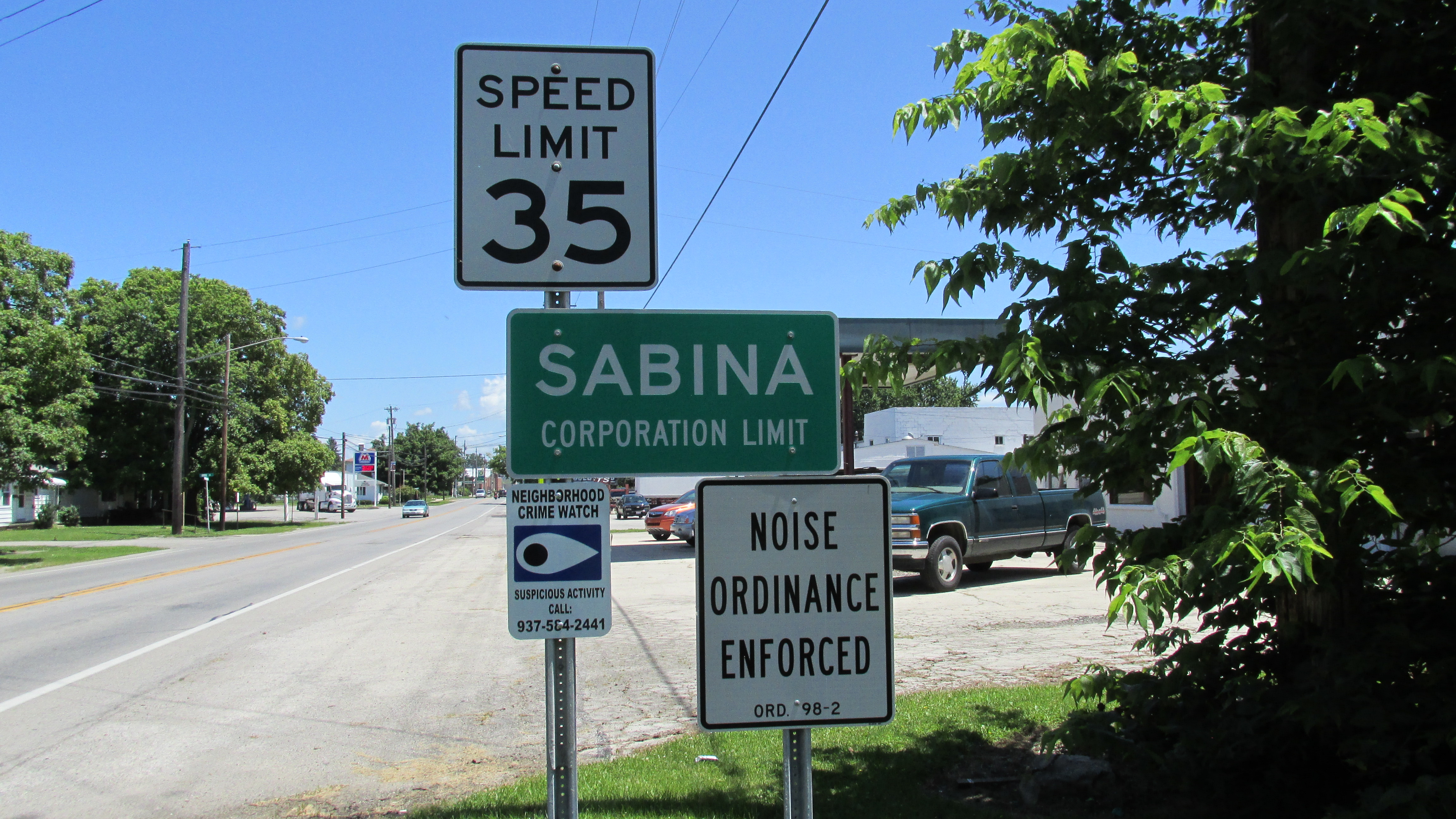

### تعداد عام 2010
بلغ عدد سكان سابينا 2,564 نسمة بحسب تعداد عام 2010، وبلغ عدد الأسر 1,028 أسرة وعدد العائلات 676 عائلة مقيمة في القرية. في حين سجلت الكثافة السكانية 2,003.1 نسمة لكل ميل مربع (773.4/كم2). وبلغ عدد الوحدات السكنية 1,160 وحدة بمتوسط كثافة قدره 906.3 لكل ميل مربع (349.9/كم2).
وتوزع التركيب العرقي للقرية بنسبة 97.0% من البيض و 0.3% من الأمريكيين الأصليين و 0.3% من الأمريكيين ذوي الأصول الآسيوية و 0.9% من الأمريكيين الأفارقة و 1.4% من عرقين مختلطين أو أكثر.
بلغ عدد الأسر 1,028 أسرة كانت نسبة 32.4% منها لديها أطفال تحت سن الثامنة عشر تعيش معهم، وبلغت نسبة الأزواج القاطنين مع بعضهم البعض 44.2% من أصل المجموع الكلي للأسر، ونسبة 14.6% من الأسر كان لديها معيلات من الإناث دون وجود شريك، بينما كانت نسبة 7.0% من الأسر لديها معيلون من الذكور دون وجود شريكة وكانت نسبة 34.2% من غير العائلات. تألفت نسبة 28.0% من أصل جميع الأسر من أفراد ونسبة 9.6% كانوا يعيش معهم شخص وحيد يبلغ من العمر 65 عاماً فما فوق. وبلغ متوسط حجم الأسرة المعيشية 2.96، أما متوسط حجم العائلات فبلغ 2.45.
بلغ العمر الوسطي للسكان 38.5 عاماً. وكانت نسبة 24.2% من القاطنين تحت سن الثامنة عشر، وكانت نسبة 8.9% بين الثامنة عشر والأربعة وعشرون عاماً، ونسبة 24% كانت واقعةً في الفئة العمرية ما بين الخامسة والعشرون حتى والأربعة وأربعون عاماً، ونسبة 27.5% كانت ما بين الخامسة والأربعون حتى الرابعة والستون، ونسبة 15.4% كانت ضمن فئة الخامسة والستون عاماً فما فوق. وتوزع التركيب الجنسي للسكان بنسبة 48.7% ذكور و51.3% إناث.